# XV Spadochronowe Mistrzostwa Śląska 1984
XV Spadochronowe Mistrzostwa Śląska 1984 – odbyły się 20–26 maja 1984 na lotnisku Gliwice. Gospodarzem Mistrzostw był Aeroklub Gliwicki, a organizatorem Sekcja Spadochronowa Aeroklubu Gliwickiego. Do dyspozycji skoczków były 3 samoloty An-2 w tym SP-ANW. W czasie zawodów wykonano ogółem 420 skoków. Po raz pierwszy wszyscy zawodnicy posiadali spadochrony typu: Latające skrzydło.

## Rozegrane kategorie
Mistrzostwa rozegrano w siedmiu kategoriach spadochronowych:
- Indywidualna – celność lądowania – skoki wykonywano z wysokości 1000 m i opóźnieniem 0–5 sekund
- Indywidualna – akrobacja indywidualna – skok z 2000 m, opóźnienie 25 sekund
- Grupowa – celność lądowania
- Drużynowa – ogólna
- Relativ (drużyny trzyosobowe) – skoki zespołowe z zejściem się w czasie opadania z zamkniętym spadochronem 3. skoczków w powietrzu. Skok wykonywany z wysokości 2500 m, opóźnienie 40 sekund.

## Kierownictwo Mistrzostw
- Kierownik Sportowy: Andrzej Grabania (Gliwice).

Źródło:  

## Medaliści
Medalistów XV Spadochronowych Mistrzostw Śląska 1984 podano za: Jan Isielenis, Archiwum Sekcji Spadochronowej Aeroklubu Gliwickiego, 1984. Brak numerów stron w książce
| Konkurencja               | Złoto               | Srebro             | Brąz                                                                |
| Indywidualnie – celność   | Andrzej Młyński     | Roland Hatzebühler | Krzysztof Filus                                                     |
| Indywidualnie – akrobacja | Andrzej Młyński     | Zbigniew Łaski     | Krzysztof Filus                                                     |
| Grupowa – celność         | Aeroklub Gliwicki I | Aeroklub Śląski    | Aeroklub Kilonia II                                                 |
| Drużynowa – ogólna        | Aeroklub Gliwicki I | Aeroklub Kilonia I | Aeroklub Gliwicki II                                                |
| Relativ                   | Aeroklub Gliwicki I | Aeroklub Mielecki  | Aeroklub Gliwicki II Aeroklub ROW Aeroklub Śląski Aeroklub Lubeka I |

## Uczestnicy zawodów
Uczestników XV Spadochronowych Mistrzostw Śląska 1984 podano za: Jan Isielenis, Archiwum Sekcji Spadochronowej Aeroklubu Gliwickiego, 1984. Brak numerów stron w książce

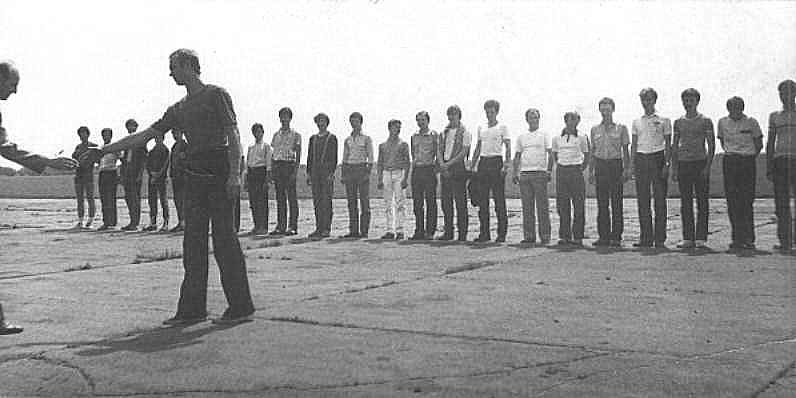
Uroczyste otwarcie Mistrzostw

Na starcie stanęło 36 zawodników z 7. aeroklubów klubów krajowych  Polska: Śląskiego, Bielsko-Bialskiego, Mieleckiego, Gdańskiego, Rybnickiego Okręgu Węglowego, Podkarpackiego i Gliwickiego, który jako gospodarz wystawił 3 zespoły oraz z Aeroklubów w Kilonii  Niemcy i 2 zespoły z Lubeki  Niemcy.

1. Biełkoga
2. Karol Koźbiel
3. Adam Oskroba
4. Bogdan Bryzik
5. Piotr Knop
6. Marek Boryczka
7. Jan Strzałkowski
8. Andrzej Młyński
9. Jöger
10. Marcin Wilk
11. Heude
12. Heiurich
13. Zbigniew Łaski
14. Szyc
15. Marcel
16. Herlt
17. Joachim Zang
18. Hatzeubuhler
19. Tresse
20. Zofia Brzozowska
21. Krzysztof Filus
22. Stanisław Gruszka
23. Leszek Dziugieł
24. Leszek Kubiak
25. Mariusz Bieniek
26. Witold Lewandowski
27. Jan Isielenis
28. Kukułka
29. Jarski
30. Remw
31. Schrader
32. Sobik
33. Bola
34. Fronholz
35. Wojciech Byrski
36. Piotr Dziergas.

## Wyniki zawodów
Wyniki XV Spadochronowych Mistrzostw Śląska 1984 podano za: Jan Isielenis, Archiwum Sekcji Spadochronowej Aeroklubu Gliwickiego, 1984. Brak numerów stron w książce

### Klasyfikacja indywidualna (celność lądowania – spadochronyklasyczne)

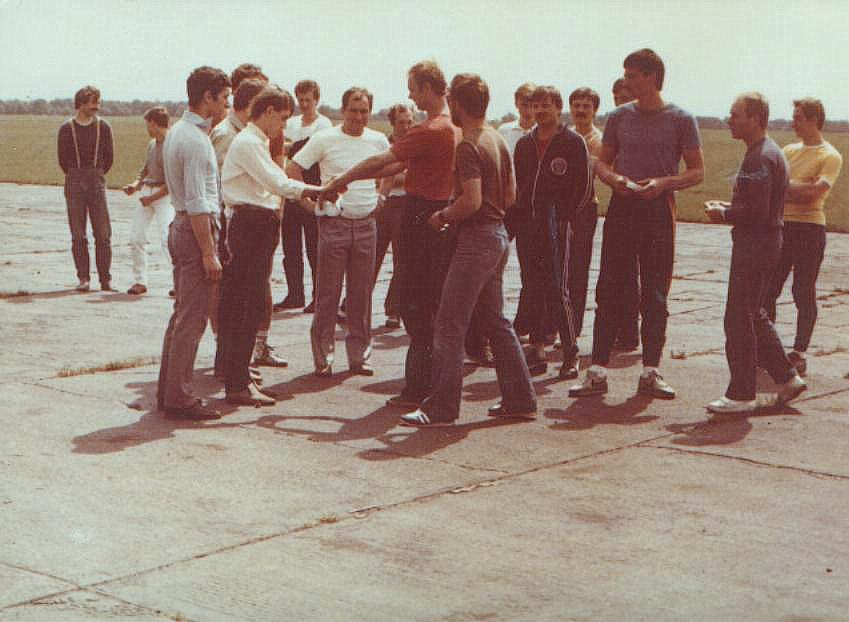
Losowanie numerów startowych

| Miejsce | Imię i nazwisko    | Nota łączna | Drużyna               |
| 1.      | Andrzej Młyński    | 0,08 m      | Aeroklub Gliwicki II  |
| 2.      | Roland Hatzebühler | 0,11 m      | Aeroklub Kilonia II   |
| 3.      | Krzysztof Filus    | 0,66 m      | Aeroklub Śląski       |
| 4.      | Joachim Zang       | 0,89 m      | Aeroklub Lubeka       |
| 5.      | Leszek Kubiak      | 0,12 m      | Aeroklub Śląski       |
| 6.      | Witold Lewandowski | 1,56 m      | Aeroklub Gliwicki I   |
| 7.      | Zofia Brzozowska   | 1,62 m      | Aeroklub Podkarpacki  |
| 8.      | Jarski             | 1,72 m      | Aeroklub Gdański      |
| 9.      | Zbigniew Łaski     | 1,90 m      | Aeroklub ROW          |
| 10.     | Jäger              | 2,33 m      | Aeroklub Kilonia      |
| 11.     | Jan Isielenis      | 2,82 m      | Aeroklub Gliwicki I   |
| 14.     | Bogdan Bryzik      | 3,70 m      | Aeroklub Gliwicki III |
| 16.     | Jan Strzałkowski   | 4,79 m      | Aeroklub Gliwicki II  |
| 17.     | Mariusz Bieniek    | 4,84 m      | Aeroklub Gliwicki I   |
| 19.     | Piotr Knop         | 5,99 m      | Aeroklub Gliwicki III |
| 20.     | Marcin Wilk        | 6,31 m      | Aeroklub Gliwicki II  |
| 24.     | Marek Boryczka     | 10,35 m     | Aeroklub Gliwicki III |

### Klasyfikacja indywidualna (akrobacja indywidualna– spadochronyklasyczne)

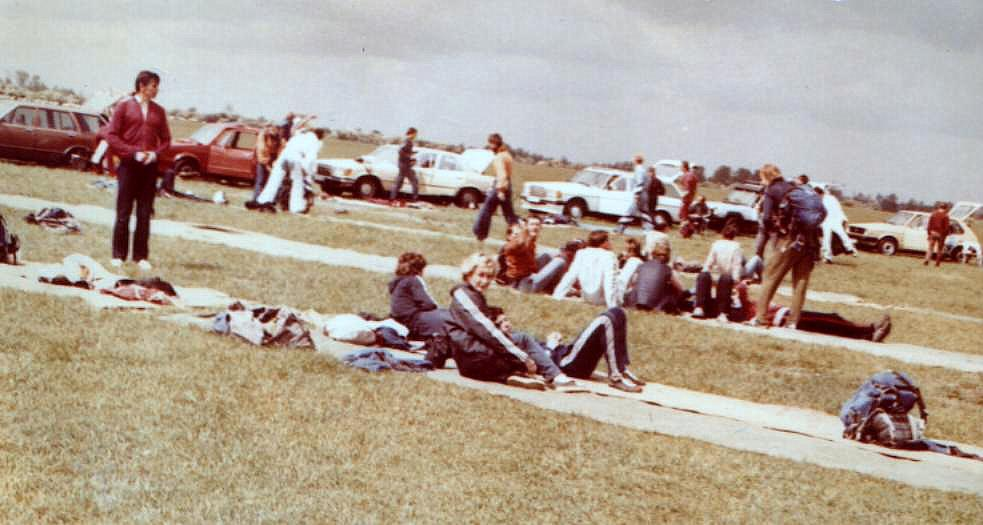
Skoczkowie na starcie spadochronowym, w czerwonej bluzie dresowej Jan Isielenis

| Miejsce | Imię i nazwisko    | Nota łączna | Drużyna               |
| 1.      | Andrzej Młyński    | 9,05 pkt.   | Aeroklub Gliwicki II  |
| 2.      | Zbigniew Łaski     | 9,5 pkt.    | Aeroklub ROW          |
| 3.      | Krzysztof Filus    | 10,3 pkt.   | Aeroklub Śląski       |
| 4.      | Bogdan Bryzik      | 11,7 pkt.   | Aeroklub Gliwicki III |
| 5.      | Marcin Wilk        | 10,8 pkt.   | Aeroklub Gliwicki II  |
| 6.      | Witold Lewandowski | 11,0 pkt.   | Aeroklub Gliwicki I   |
| 7.      | Jarski             | 11,2 pkt.   | Aeroklub Gdański      |
| 8.      | Mariusz Bieniek    | 11,3 pkt.   | Aeroklub Gliwicki I   |
| 9–10.   | Jan Strzałkowski   | 11,4 pkt.   | Aeroklub Gliwicki II  |
| 9–10.   | Piotr Knop         | 11,4 pkt.   | Aeroklub Gliwicki II  |
| 11.     | Stanisław Gruszka  | 11,6 pkt.   | Aeroklub Śląski       |

### Klasyfikacja grupowa (celność lądowania – spadochronyklasyczne)

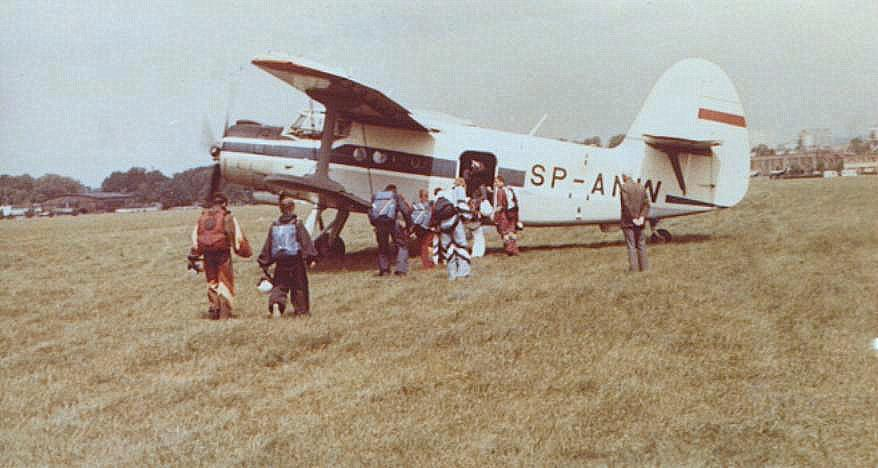
Skoczkowie w drodze do An-2TD SP-ANW

| Miejsce | Drużyna                                     | Zawodnicy          | Wynik drużyny |
| ------- | ------------------------------------------- | ------------------ | ------------- |
| 1.      | Polska · Aeroklub Gliwicki I                | Mariusz Bieniek    | 1,41 m        |
| 1.      | Polska · Aeroklub Gliwicki I                | Witold Lewandowski | 1,41 m        |
| 1.      | Polska · Aeroklub Gliwicki I                | Jan Isielenis      | 1,41 m        |
| 2.      | Polska · Aeroklub Śląski                    | Krzysztof Filus    | 1,97 m        |
| 2.      | Polska · Aeroklub Śląski                    | Stanisław Gruszka  | 1,97 m        |
| 2.      | Polska · Aeroklub Śląski                    | Leszek Kubiak      | 1,97 m        |
| 3.      | Niemcy · Aeroklub Kilonia II                | Roland Hatzebühler | 2,54 m        |
| 3.      | Niemcy · Aeroklub Kilonia II                | Brak danych        | 2,54 m        |
| 3.      | Niemcy · Aeroklub Kilonia II                | Brak danych        | 2,54 m        |
| 4.      | Polska · Aeroklub ROW                       | Zbigniew Łaski     | 2,92 m        |
| 4.      | Polska · Aeroklub ROW                       | Brak danych        | 2,92 m        |
| 4.      | Polska · Aeroklub ROW                       | Brak danych        | 2,92 m        |
| 5.      | Polska · Aeroklub Gdański                   | Jarski             | 3,00 m        |
| 5.      | Polska · Aeroklub Gdański                   | Brak danych        | 3,00 m        |
| 5.      | Polska · Aeroklub Gdański                   | Brak danych        | 3,00 m        |
| 6.      | Niemcy · Aeroklub Kilona– · Aeroklub Lubeka | Brak danych        | 4,18 m        |
| 6.      | Niemcy · Aeroklub Kilona– · Aeroklub Lubeka | Brak danych        | 4,18 m        |
| 6.      | Niemcy · Aeroklub Kilona– · Aeroklub Lubeka | Brak danych        | 4,18 m        |
| 7.      | Polska · Aeroklub Gliwicki II               | Jan Strzałkowski   | 5,05 m        |
| 7.      | Polska · Aeroklub Gliwicki II               | Marcin Wilk        | 5,05 m        |
| 7.      | Polska · Aeroklub Gliwicki II               | Andrzej Młyński    | 5,05 m        |
| 8.      | Polska · Inter                              | Brak danych        | 5,42 m        |
| 8.      | Polska · Inter                              | Brak danych        | 5,42 m        |
| 8.      | Polska · Inter                              | Brak danych        | 5,42 m        |
| 9.      | Polska · Aeroklub Gliwicki III              | Bogdan Bryzik      | 5,99 m        |
| 9.      | Polska · Aeroklub Gliwicki III              | Piotr Knop         | 5,99 m        |
| 9.      | Polska · Aeroklub Gliwicki III              | Marek Boryczka     | 5,99 m        |
| 10.     | Polska · Aeroklub Bielsko-Bialski           | Piotr Dziergas     | 7,41 m        |
| 10.     | Polska · Aeroklub Bielsko-Bialski           | Wojciech Byrski    | 7,41 m        |
| 10.     | Polska · Aeroklub Bielsko-Bialski           | Brak danych        | 7,41 m        |
| 11.     | Niemcy · Aeroklub Lubeka I                  | Brak danych        | 9,22 m        |
| 11.     | Niemcy · Aeroklub Lubeka I                  | Brak danych        | 9,22 m        |
| 11.     | Niemcy · Aeroklub Lubeka I                  | Brak danych        | 9,22 m        |
| 12.     | Polska · Aeroklub Mielecki                  | Brak danych        | 11,44 m       |
| 12.     | Polska · Aeroklub Mielecki                  | Brak danych        | 11,44 m       |
| 12.     | Polska · Aeroklub Mielecki                  | Brak danych        | 11,44 m       |

### Klasyfikacja drużynowa (ogólna – spadochronyklasyczne)

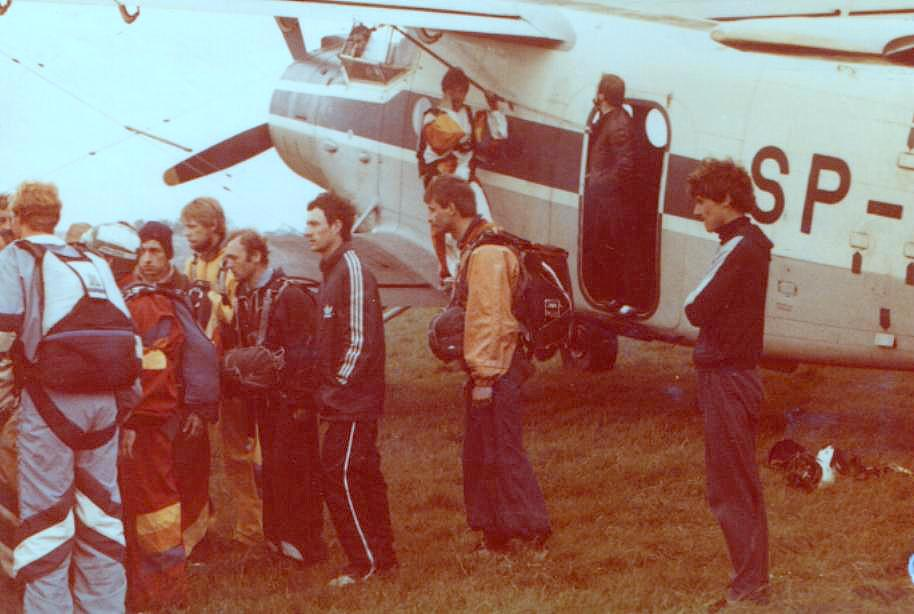
Tradycyjne po zakończonych zawodach przymierzono się do „wielkiej kupy“

| Miejsce | Drużyna                                     | Zawodnicy          | Wynik drużyny |
| ------- | ------------------------------------------- | ------------------ | ------------- |
| 1.      | Polska · Aeroklub Gliwicki I                | Mariusz Bieniek    | 10,63 m       |
| 1.      | Polska · Aeroklub Gliwicki I                | Witold Lewandowski | 10,63 m       |
| 1.      | Polska · Aeroklub Gliwicki I                | Jan Isielenis      | 10,63 m       |
| 2.      | Niemcy · Aeroklub Kilonia I                 | Brak danych        | 20,83 m       |
| 3.      | Polska · Aeroklub Gliwicki II               | Jan Strzałkowski   | 20,83 m       |
| 3.      | Polska · Aeroklub Gliwicki II               | Marcin Wilk        | 20,83 m       |
| 3.      | Polska · Aeroklub Gliwicki II               | Andrzej Młyński    | 20,83 m       |
| 4.      | Niemcy · Aeroklub Kilona– · Aeroklub Lubeka | Brak danych        | 23,96 m       |
| 5.      | Polska · Aeroklub ROW                       | Brak danych        | 29,93 m       |
| 6.      | Polska · Inter                              | Brak danych        | 31,94 m       |
| 7.      | Polska · Aeroklub Gliwicki III              | Bogdan Bryzik      | 33,63 m       |
| 7.      | Polska · Aeroklub Gliwicki III              | Piotr Knop         | 33,63 m       |
| 7.      | Polska · Aeroklub Gliwicki III              | Marek Boryczka     | 33,63 m       |
| 8.      | Polska · Aeroklub Gdański                   | Brak danych        | 37,10 m       |
| 9.      | Polska · Aeroklub Mielecki                  | Brak danych        | 47,47 m       |
| 10.     | Niemcy · Aeroklub Kilonia II                | Brak danych        | 50,31 m       |
| 11.     | Polska · Aeroklub Bielsko-Bialski           | Brak danych        | 70,94 m       |
| 12.     | Niemcy · Aeroklub Lubeka II                 | Brak danych        | 72,29 m       |

### Klasyfikacja drużynowa (Relativ – spadochronyklasyczne)

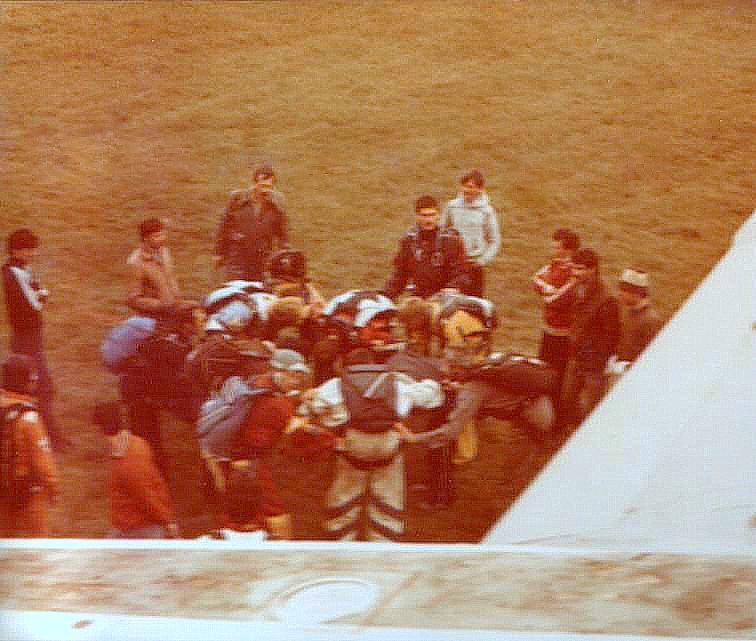
Trening naziemny do „wielkiej kupy“

| Miejsce | Drużyna                       | Zawodnicy          | Wynik drużyny |
| ------- | ----------------------------- | ------------------ | ------------- |
| 1.      | Polska · Aeroklub Gliwicki I  | Mariusz Bieniek    | 0,00 pkt.     |
| 1.      | Polska · Aeroklub Gliwicki I  | Witold Lewandowski | 0,00 pkt.     |
| 1.      | Polska · Aeroklub Gliwicki I  | Jan Isielenis      | 0,00 pkt.     |
| 2.      | Polska · Aeroklub Mielecki    | Brak danych        | 2,00 pkt.     |
| 3–6.    | Niemcy · Aeroklub Lubeka      | Brak danych        | Brak danych   |
| 3–6.    | Polska · Aeroklub Gliwicki II | Jan Strzałkowski   | Brak danych   |
| 3–6.    | Polska · Aeroklub Gliwicki II | Marcin Wilk        | Brak danych   |
| 3–6.    | Polska · Aeroklub Gliwicki II | Andrzej Młyński    | Brak danych   |
| 3–6.    | Polska · Aeroklub ROW         | Zbigniew Łaski     | Brak danych   |
| 3–6.    | Polska · Aeroklub ROW         | Brak danych        | Brak danych   |
| 3–6.    | Polska · Aeroklub ROW         | Brak danych        | Brak danych   |
| 3–6.    | Polska · Aeroklub Śląski      | Krzysztof Filus    | Brak danych   |
| 3–6.    | Polska · Aeroklub Śląski      | Stanisław Gruszka  | Brak danych   |
| 3–6.    | Polska · Aeroklub Śląski      | Leszek Kubiak      | Brak danych   |